# Art Malik
Athar ul-Haque Malik, känd som Art Malik, född 13 november 1952 i Bahawalpur, Punjab i Pakistan, är en brittisk skådespelare.

## Rollista i urval
- 1980 – Två kvinnor
- 1984 – En färd till Indien
- 1984 – Juvelen i kronan (TV-serie)
- 1987 – Iskallt uppdrag
- 1989 – Skorpionens skugga (TV-serie)
- 1992 – Glädjens stad
- 1994 – True Lies
- 1994 – Uncovered
- 1995 – Clockwork Mice
- 1997 – Attentatet
- 1998 – Kärleken är blind
- 1999 – Cleopatra (TV-serie)
- 2006 – Nina's Heavenly Delights
- 2010 – Sex and the City 2
- 2010 – The Wolfman
- 2010 – Poirot (TV-serie)
- 2010–2012 – Upstairs Downstairs (TV-serie)
- 2012 – John Carter
- 2013 – Diana
- 2014–2020 – Homeland (TV-serie)
- 2016 – Kalla fötter (TV-serie)
- 2020 – Penance (TV-serie)
- 2023 – Den lilla sjöjungfrun
- 2025 – The Woman in Cabin 10